# 스케어웨어
스케어웨어(영어: scareware)는 사용자가 원치 않는 소프트웨어를 구매하도록 조작하기 위해 사회 공학을 사용하여 충격, 불안 또는 위협에 대한 인식을 유발하는 악성 소프트웨어의 한 형태이다. 스케어웨어는 악성 보안 소프트웨어, 랜섬웨어, 기타 사기 소프트웨어를 포함하는 악성 소프트웨어의 일종으로, 사용자가 자신의 컴퓨터가 바이러스에 감염되었다고 믿도록 속인 다음 이를 제거하기 위해 가짜 바이러스 백신 소프트웨어를 다운로드하고 비용을 지불하라고 제안한다. 일반적으로 바이러스는 허구이며 소프트웨어는 작동하지 않거나 맬웨어 자체이다. 피싱 방지 실무 그룹(Anti-Phishing Working Group)에 따르면 유통 중인 스케어웨어 패키지의 수는 2008년 하반기에 2,850개에서 9,287개로 증가했다. APWG는 2009년 상반기에 스케어웨어 프로그램이 585% 증가한 것으로 확인했다.
"스케어웨어" 레이블은 사용자에게 불안이나 패닉을 유발할 의도로 장난을 치는 모든 애플리케이션이나 바이러스에도 적용될 수 있다.

## 같이 보기
- 랜섬웨어
- 가짜 백신 프로그램